# Miscellanea Entomologica
Miscellanea Entomologica était une revue d'entomologie. Elle a été créée par Eugène Barthe en 1892.

## Début
Le premier numéro de Miscellanea Entomologica a été publié en grand format (24 x 36 cm), mais immédiatement les fascicules suivants ont été de dimensions plus réduites (18 x 24 cm). 
Il existe deux versions des numéros de la première année, les uns en français, les autres en allemand. 
Les premiers numéros publiaient principalement des notes de captures et des annonces pour la vente ou l'échange d'insectes.

## Historique

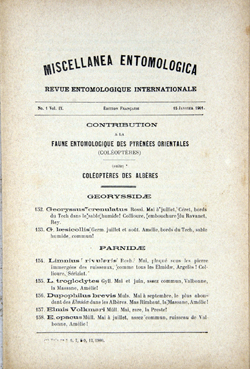
Première page du journal

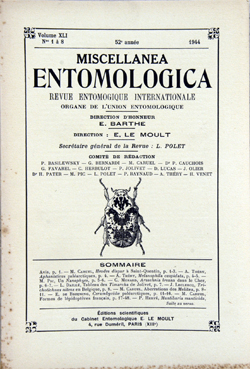
Miscellanea Entomologica, Le Moult éditeur

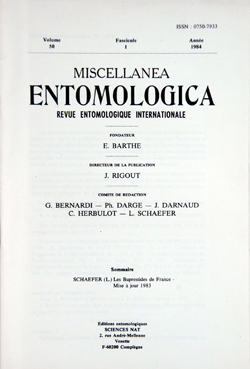
Miscellanea Entomologica, Sciences Nat éditeur

Il y eut 3 éditeurs successifs

### Eugène Barthe (1892-1940)
Barthe créa la revue quand il avait 30 ans. Il eût beaucoup de difficultés à trouver suffisamment d'abonnés pour payer tous les coûts de production et d'expédition. Mais 30 années plus tard, la publication était l'une des plus importantes d'Europe. Les principaux travaux publiés concernaient les Coléoptères.
Les articles traitent des insectes de France, de la vallée du Rhin, de la Suisse, de la Belgique et les Pays-Bas.
De nombreux suppléments étaient publiés irrégulièrement sous forme de feuillets de 8 ou 16 pages.
Une liste de tout ce qui figure a été réalisée par G. Bernardi et O. Fabre (publiée sous Le Moult & Bernardi).
Plus tard, une autre liste a été établie pour reconnaître ce qui appartient à une brochure parue. 

### Eugène Le Moult(1943-1956)
En 1943, Le Moult reprit la publication et la développa avec de nombreux travaux sur les Lepidoptères. Ainsi furent publiés les travaux de Georges Bernardi,, et de Marcel Caruel, tandis que Breuning publiait ses travaux sur les Lamiaires d'Europe,.
Le dernier volume publié par Le Moult fut le numéro 48 en 1936.

### Sciences Nat(1982-1988)
En 1982 Sciences Nat relance le journal et publie les volumes 49 à 51. Le comité de publication était composé d'éminents entomologistes: Georges Bernardi, Philippe Darge, Jean Darnaud, Claude Herbulot et Léon Schaefer. Des planches en couleurs étaient incluses dans chaque volume. Les abonnements étaient d'environ 300.

## Suppléments
Barthe publia lui-même de très bons ouvrages sur les Coléptères d'Europe, sous le titre "Faune Franco-Rhénane", traitant de plusieurs familles. D'autres auteurs écriront également sur la même faune : M. des Gozis, Dr Auzat, H. du Buysson (Elateridae).
Le Moult publia le gros livre de Léon Schaefer sur les Buprestides de France  et son ouvrage sur les Apatura.

## Voir également
Sur une période de 97 années 51 volumes furent publiés